# オペラ・セミセリア
オペラ・セミセリア（Opera semiseria、「半分シリアスなオペラ」の意味）はイタリアのオペラのジャンル。19世紀初期から中期にかけて人気があった。

## 概略
オペラ・ブッファに関連があって、オペラ・セミセリアは時として喜劇、さらにペーソスの要素を含み、時として田園地方を舞台にした。バッソ・ブッフォ（道化的バス）の登場により、悲劇的なオペラやメロドラマと区別することができる。
最もよく知られているオペラ・セミセリアは、ガエターノ・ドニゼッティの『シャモニーのリンダ』（1842年）とジョアキーノ・ロッシーニの『泥棒かささぎ』（1817年）である。ヴィンチェンツォ・ベッリーニの『夢遊病の女』（1831年、La sonnambula）はこのジャンルの特徴をほとんど有しているが、必要とされるバッソ・ブッフォが登場しないため、オペラ・セミセリアとは認められないという人もいる。

## 主なオペラ・セミセリア作品
- ジョヴァンニ・パイジエッロ『ニーナ』（1789年）
- フェルディナンド・パエール『Camilla』（1799年）
- ジモン・マイール『La Lodoiska』（1796年）
- ジョアキーノ・ロッシーニ『泥棒かささぎ』（1817年）
- ガエターノ・ドニゼッティ『サン・ドミンゴ島の狂人』（1833年、Il furioso all'isola di San Domingo）
- ガエターノ・ドニゼッティ『シャモニーのリンダ』（1842年、Linda di Chamounix）